# Saint Clair Cemin
Saint Clair Cemin (Cruz Alta, 1951) é um artista plástico brasileiro. Vive e trabalha em Nova Iorque.
Estudou na Escola Nacional Superior de Belas Artes em Paris, na França.
Em suas esculturas Saint Clair Cemin mistura materiais como bronze, ferro, madeira, mármore e resinas sintéticas. A cada série de esculturas, ele procura um endereço ideal para fundi-las. Tal vontade fez o artista dividir-se entre Paris e Nova Iorque, onde está radicado desde 1978. Mas foi na China que o escultor encontrou o lugar certo para produzir, com rigor oriental, suas peças mais recentes. Tão diferentes nas formas quanto nos materiais utilizados, estas obras conciliam um espírito provocativo e bem-humorado.
Suas obras podem ser encontradas em vários museus do mundo e em exibições internacionais. 